# Auferstehungskirche (Abu Gosch)

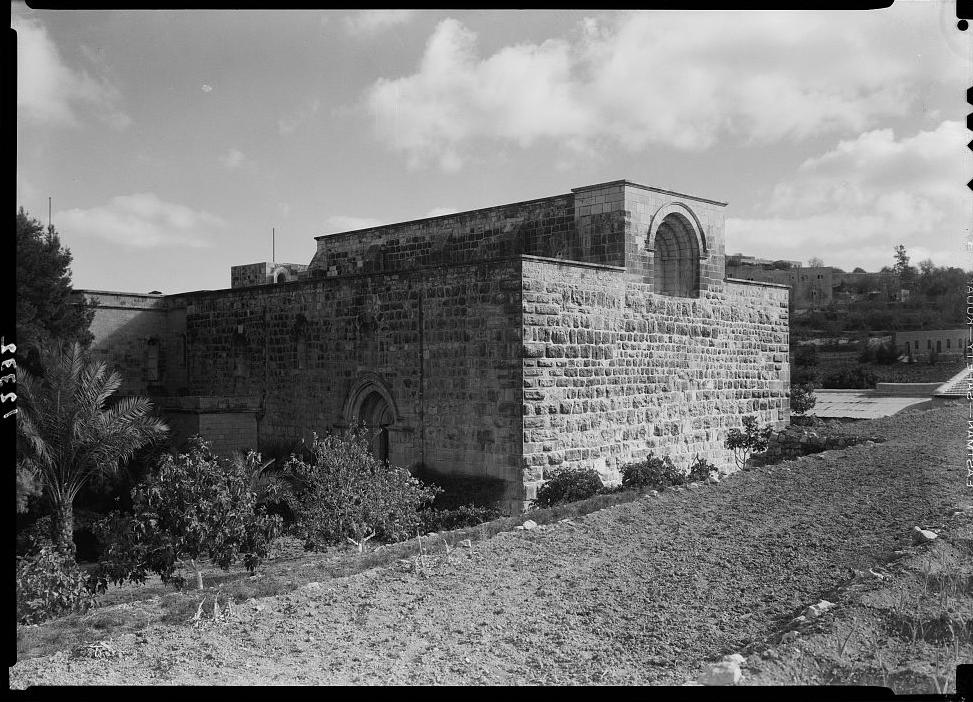
Die Auferstehungskirche 1941

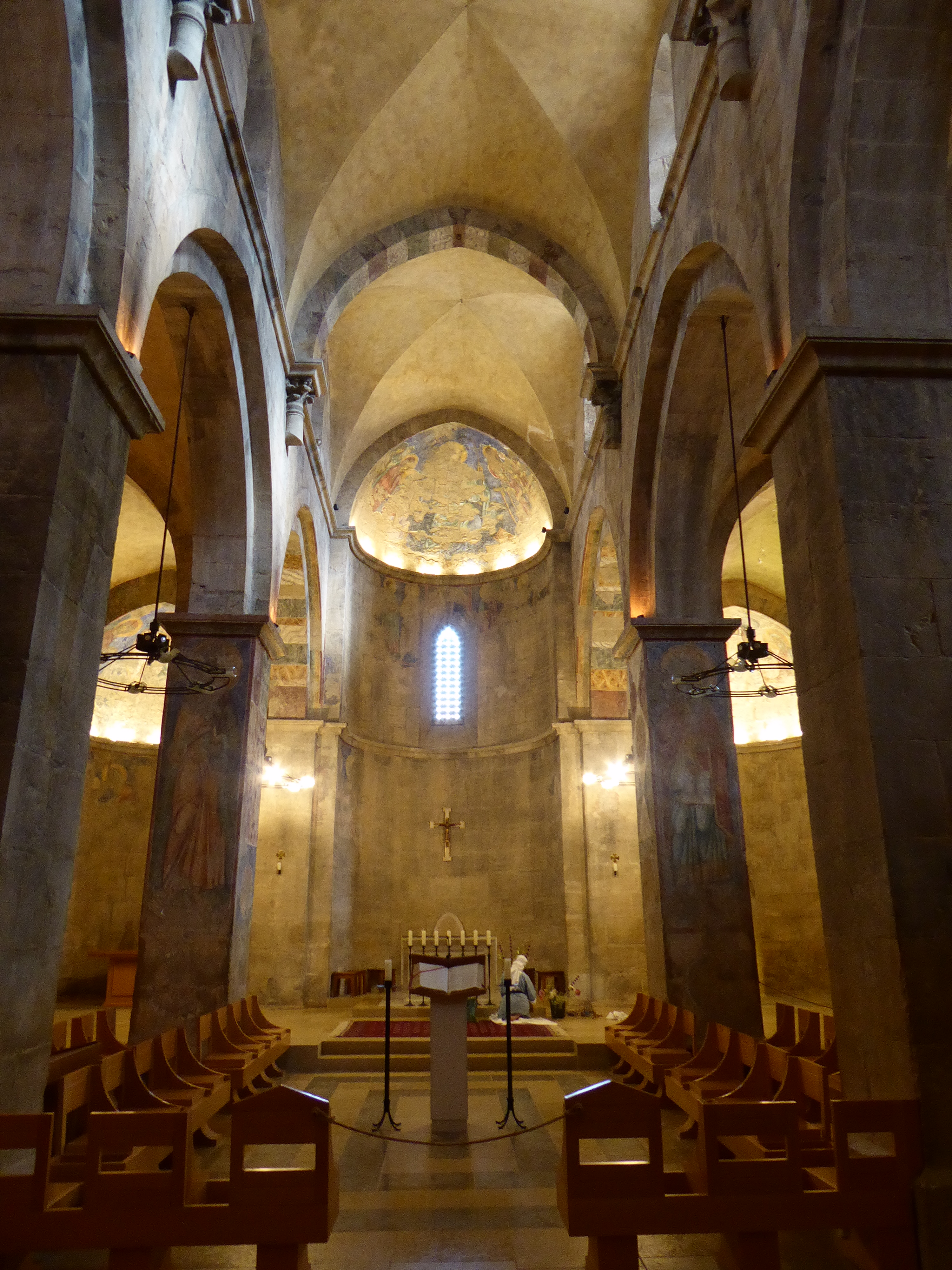
Blick zum Chor

Die Auferstehungskirche ist eine Kirche aus der Zeit der Kreuzfahrer in Abu Gosch, einem großteils  arabisch besiedelten Dorf in Israel. Sie ist heute römisch-katholische Klosterkirche.

## Geschichte
Die Kirche befindet sich an einem Ort, der als das im Lukasevangelium beschriebene Emmaus gedeutet wurde. Die Kreuzfahrerkirche wurde vermutlich über einer byzantinischen Kirche, und diese wiederum über einem römischen Kastell errichtet. Die Krypta der Kirche fasst eine Quelle ein, die wahrscheinlich zur Wasserversorgung des Kastells diente. An der Tür zur Krypta ist ein Stein mit der Inschrift VEXILLATIO.X. FRE(TENSIS) vermauert, hier war also eine Vexillation der 10. Legion fretensis stationiert.
1141 kam Abu Gosch in den Besitz der Johanniter, die die Auferstehungskirche festungsartig errichteten. Die Nord- und Südwand sind 2,80 Meter dick, die Westwand erreicht eine Stärke von 3,70 Metern. Die Kirche ist eine dreischiffige Basilika. Dem dreijochigen Langhaus schließt sich ein Chorjoch mit drei halbrunden Apsiden an, die außen in einem geraden Chorhaupt schließen. In die Mittelapsis fällt durch ein hoch angelegtes Fenster Licht. Haupt- und Seitenschiffe sind kreuzgratgewölbt. 1187 wurden die Johanniter durch Sultan Saladin aus dem Ort vertrieben, die Kirche im Gegensatz zu vielen anderen Kreuzfahrerkirchen jedoch nicht zerstört oder in eine Moschee umgewandelt.
1899 wurde das Gotteshaus durch den französischen Staat aufgekauft und 1901 durch französische Benediktiner übernommen, die Neuweihe fand 1907 statt. 1956 wurde die Kirche von Lazaristen übernommen. Heute ist es ein Doppelkloster von Frauen und Männern des Ordens.